# 玫瑰茄
玫瑰茄（学名：Hibiscus sabdariffa Linn.）又称玫瑰茄、洛神葵、洛神果、洛济葵、红桃K、山茄、紅葵，是锦葵科木槿属的物种。

## 形态
本种为一年生草本植物或多年生草本，主要生長於热带和亚热带地区，適合在有陽光和高溫的環境下生長。生長期的溫度最好高於20度，種植在具有排水優勢的低海拔緩坡山坡地最佳。最高可有2-2.5米高，茎皮红紫色；单叶，互生，成长后掌状3-5裂，长8-15厘米長；单生花，淡黄色，花萼杯形五裂，授粉结果后变肉质称作果萼，可制洛神茶、蜜饯、果酱，其外侧另有副萼多枚；蒴果内分5室，共含种子约30粒。

## 種植事項
洛神花種子容易取得，加上發芽率很高，一般都採用播種繁殖。
發芽適溫在 20-30℃，建議在梅雨季節來臨前完成播種，利用梅雨季豐沛的雨量使它們快速成長。
根部很容易腐爛，因此土壤可以濕潤，但排水一定要良好，種植前就必須做好排水設計。
標準行株距為 1.5 公尺 x 1 公尺，若將行株距放寬到 2 公尺 x 1.5 公尺，更能避免病蟲害滋生。
並不太需要施肥，只要種植的土壤與堆肥或有機物混合過，養分就已足夠。
開花時間約在每年的 10-12 月，綻放時間非常短暫，早上開花，不到中午就凋謝掉落，花萼在花凋謝後會變肥厚。
約三星期後即可開始陸續採收，接著進行加工。 

## 分布
玫瑰茄原产于西非，經奴隸貿易及殖民主義在世界各地如印度都有引入，在中国的广东、广西、福建、云南均有引進；洛神和日文名稱（ローゼル）皆取外文Roselle的音譯，台灣東部於日治時期引入亦稱洛神花。

## 用途
本種的播種期在4~6月，生長期大約4個月，盛产在4月或在8月下旬。其花果中富含花青素、果胶、果酸等，其味更是天然芳香、微酸，色泽鲜艳、红润细嫩。
玫瑰茄的花含有丰富的维生素C、β-胡萝卜素、维他命B1、B2等，不但可以促進新陳代謝、缓解身体疲倦、开胃消滞、振奮精神、清凉降火、生津止渴、利尿的功效，对治疗陽痿、心脏病、高血压、调节血脂，降低血液浓度等更是达到一定的效果，是一种保健食品。可以用来冲泡茶和制作饮料，其味酸。洛神花汁在西北非很流行，但在西歐的市場還是剛起步。玫瑰茄也可以提取玫瑰茄色素，用作食品行业的食品添加剂，亦可製成果醋。
中山醫學大學生化暨生物科技研究所教授王朝鐘研究發現，玫瑰茄能抑制癌細胞生長、防癌、及輔助治療的效果，特別是血癌和胃癌。中山醫學大學前校長、台灣營養學會榮譽理事長王進崑教授團隊發現能降膽固醇，以實驗找來平均48歲、患有高血脂的40名男女，讓受測者每天喝200cc玫瑰茄熱飲，連續一個月後，血液膽固醇濃度從平均每100cc血液200毫克膽固醇，降至150毫克。
◦營養師 Megan Ware 所撰寫的文章提到，2013年一項研究評論指出，極高量的洛神花萃取物可能對肝臟造成傷害；同時洛神花萃取物也可能在人體內與乙醯胺酚產生銷戶作用。
◦糖尿病、高血壓的患者如果飲用應持續監測血糖與血壓狀況，避免血糖或血壓降得太低；孕婦及哺乳婦女不宜飲用洛神花茶。
◦具利尿效果，腎不好的人不宜多喝，具降血壓，血壓偏低者亦不宜大量飲用。
◦飲用洛神花茶，喝完後最好用清水漱口，以避免茶中的天然酸性物質軟化牙齒的琺瑯質。建議一天不要喝超過800c.c.。

## 圖片

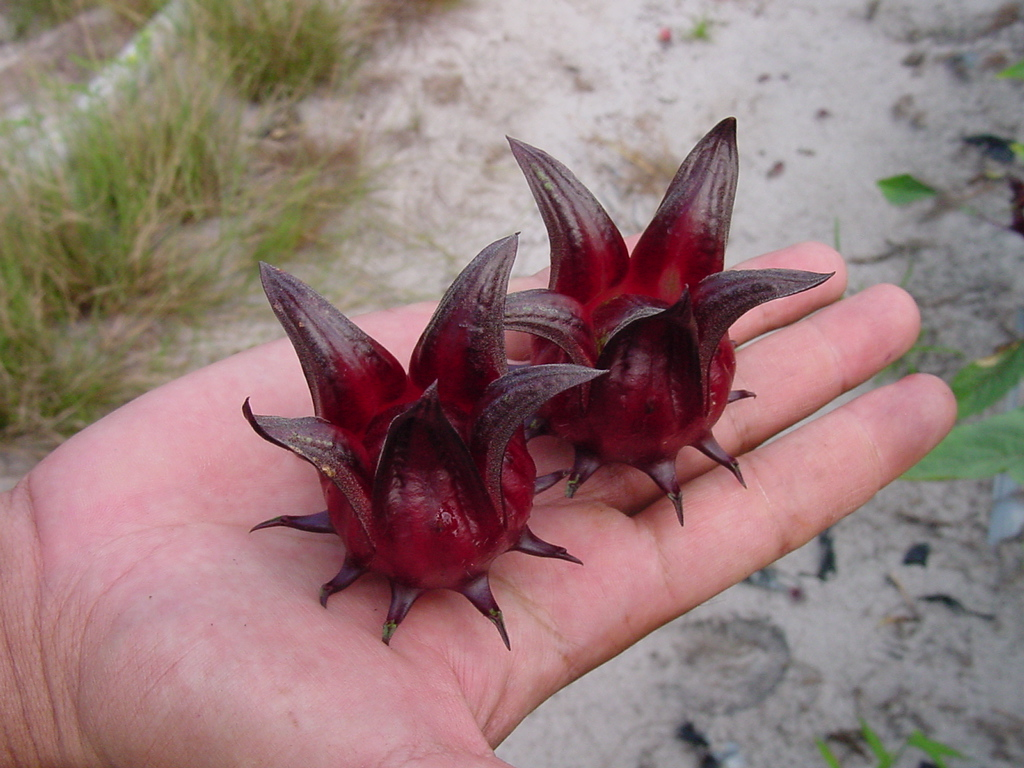
一種在馬來西亞流行的玫瑰茄種植品種
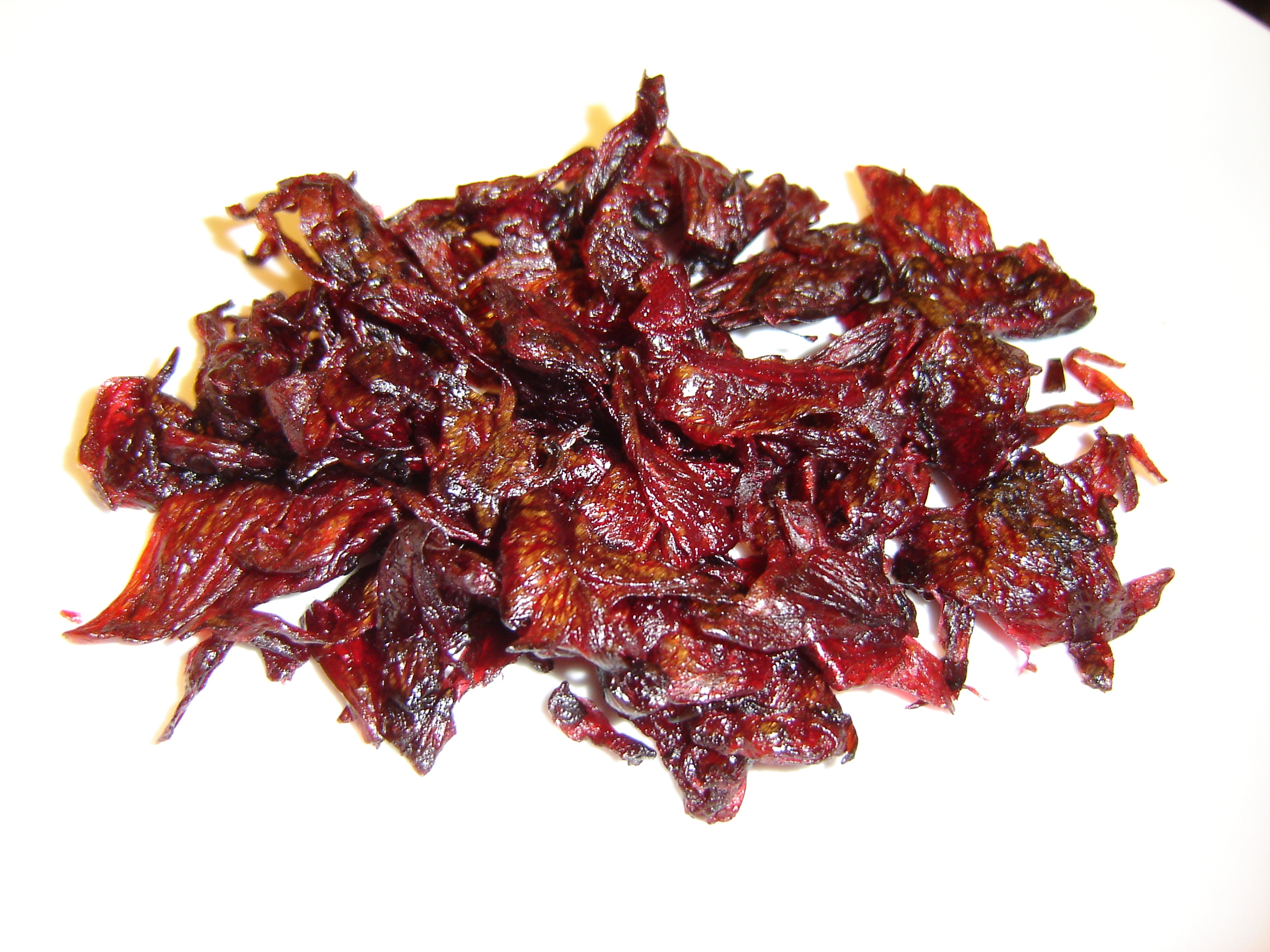
洛神花花萼也可以加工成甜鹹的食品
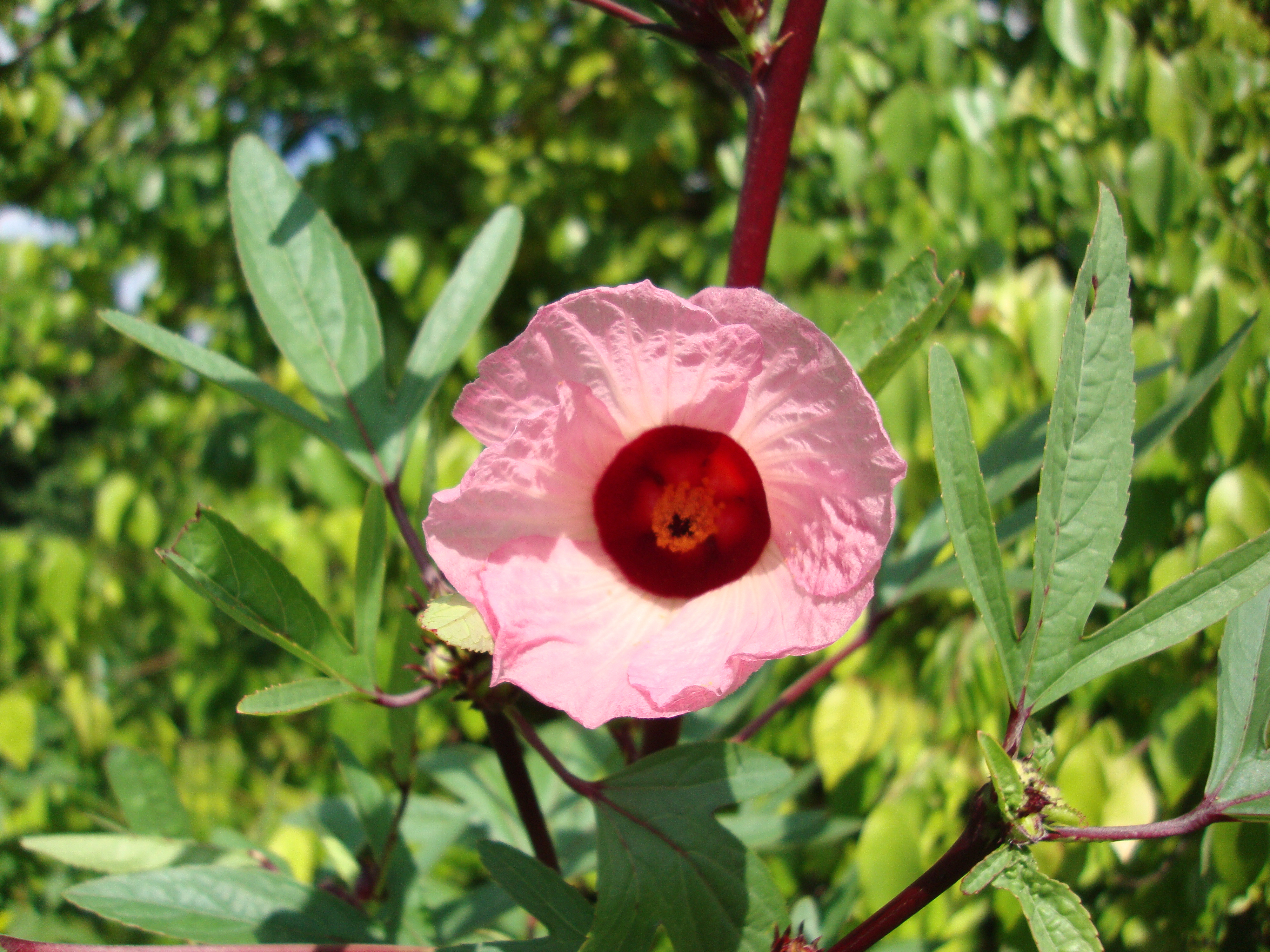
洛神花的花
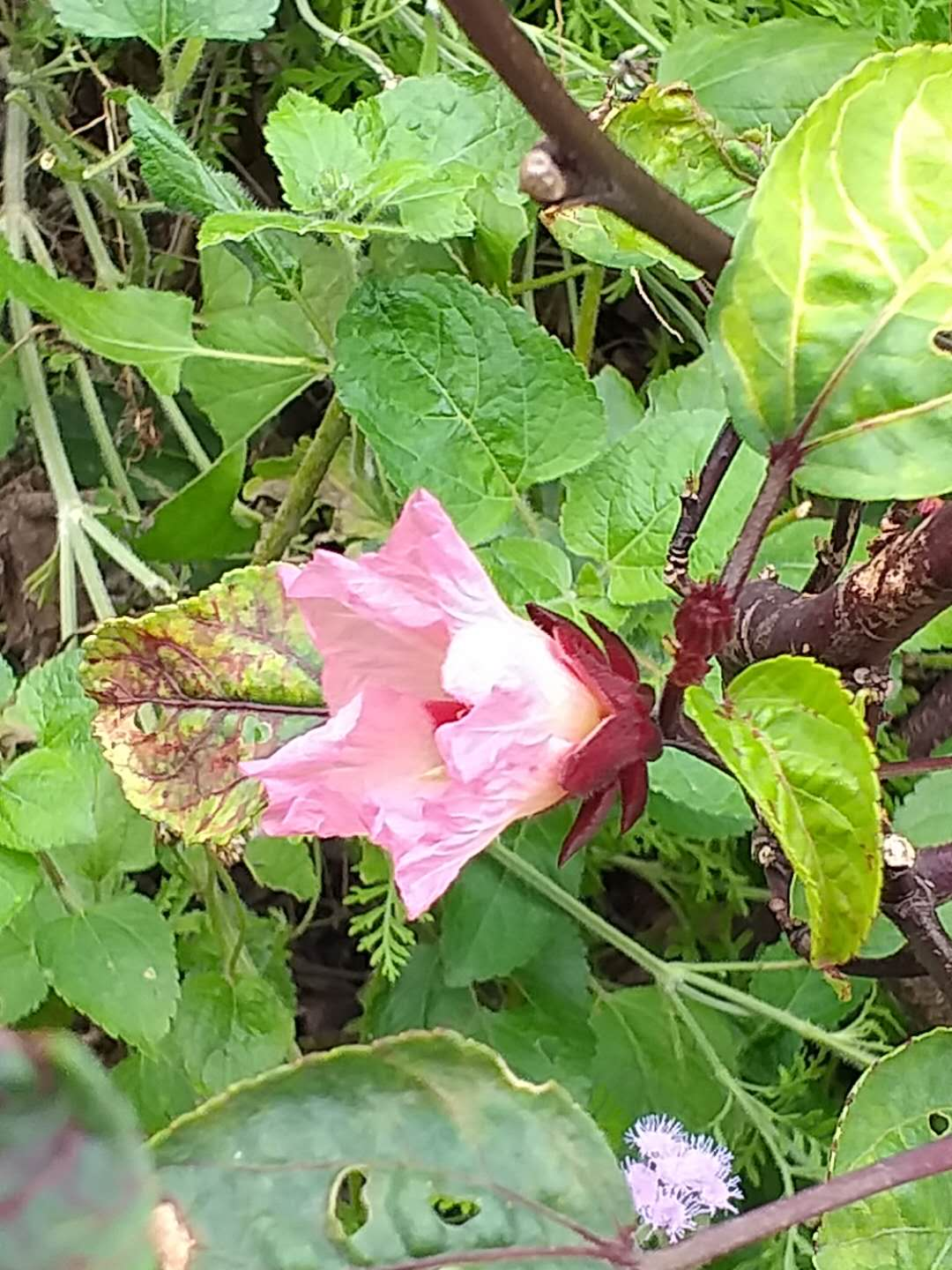
花萼
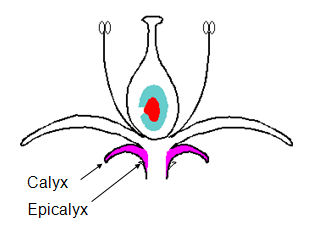
萼片
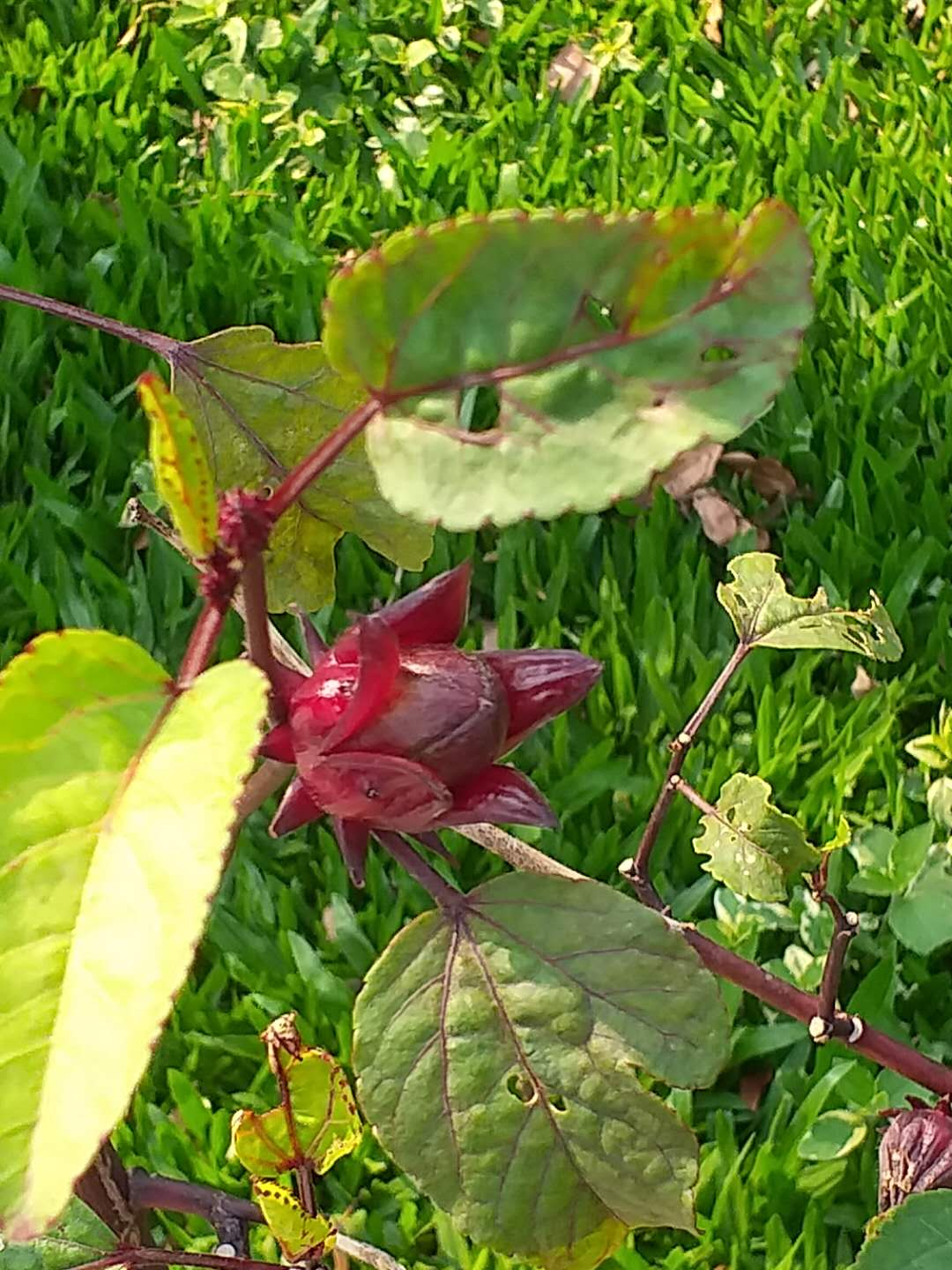
萼片裡的果實
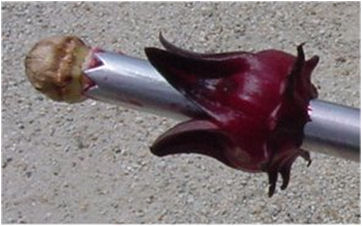
使用簡單的手持小工具去除種子膠囊以獲得它的花萼
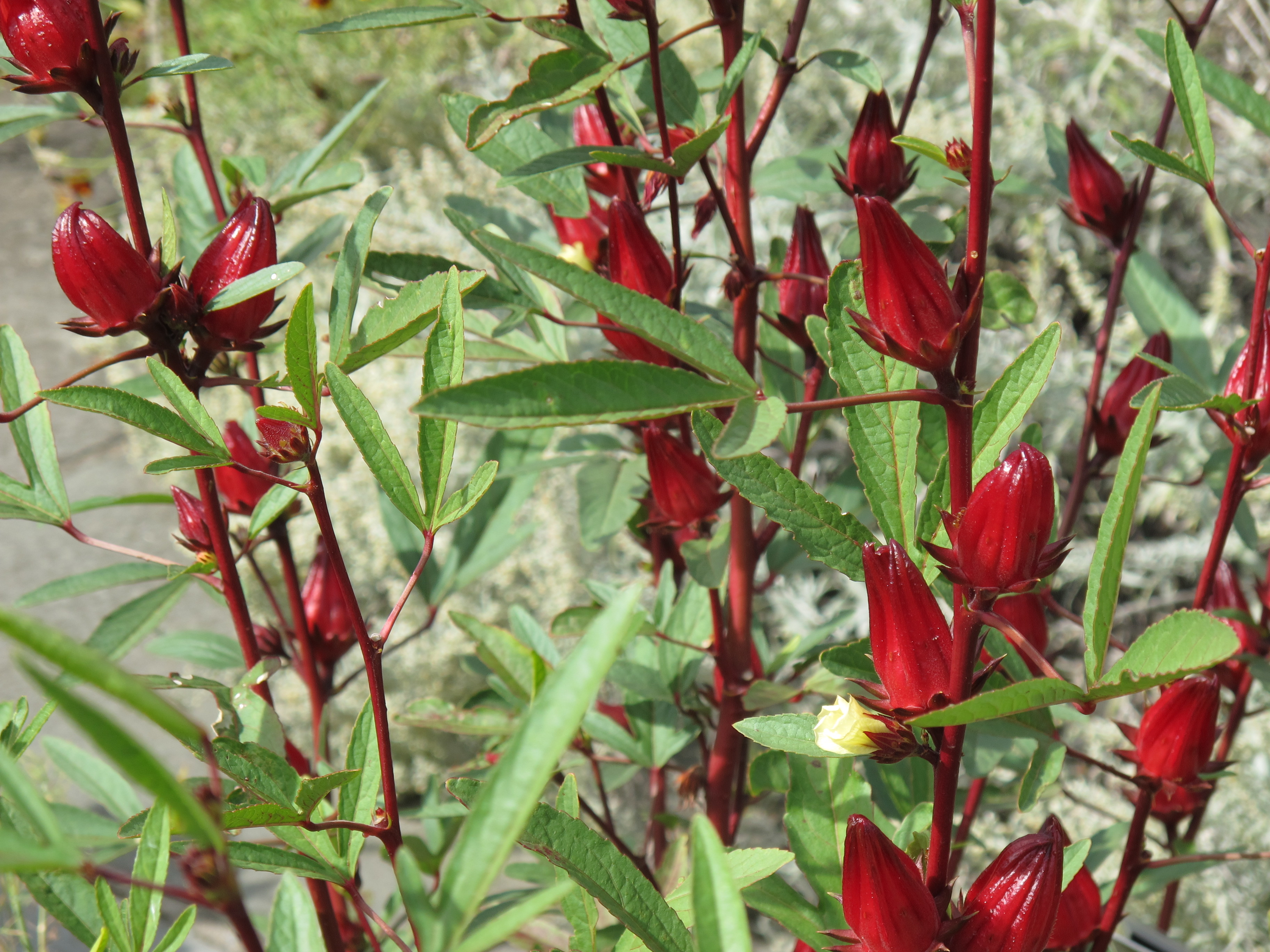
洛神花植株
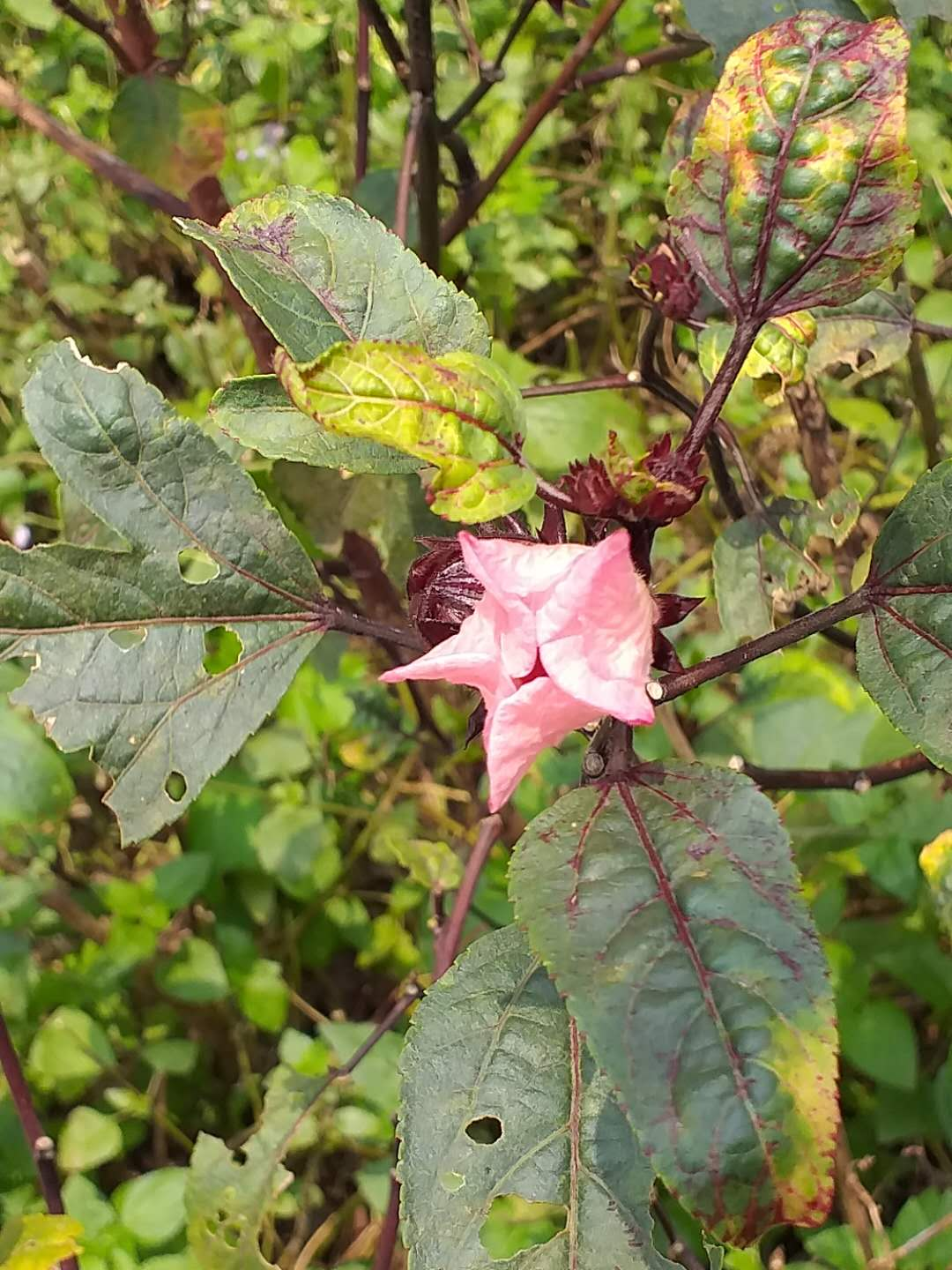
葉的組織
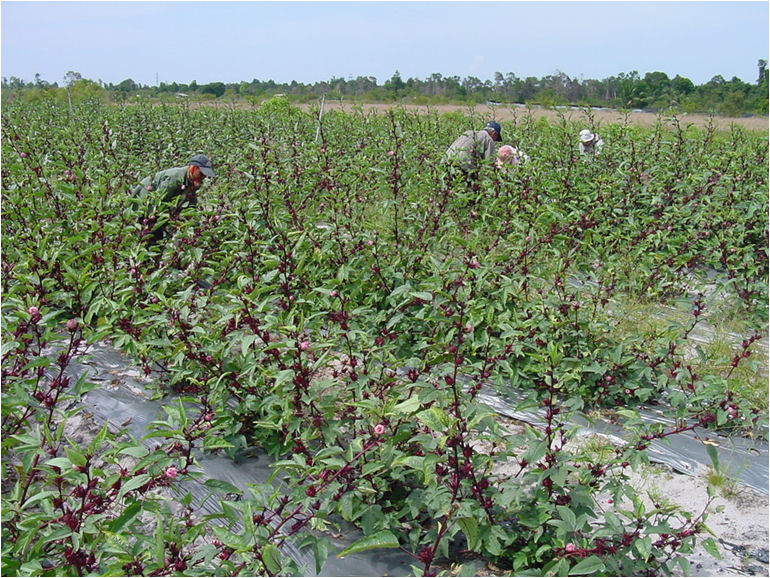
收成沙地上種植的玫瑰茄
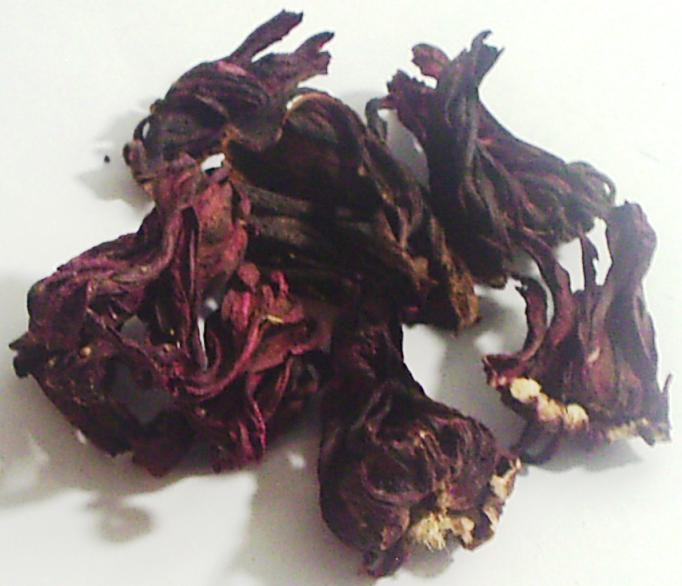
乾燥的玫瑰茄萼片
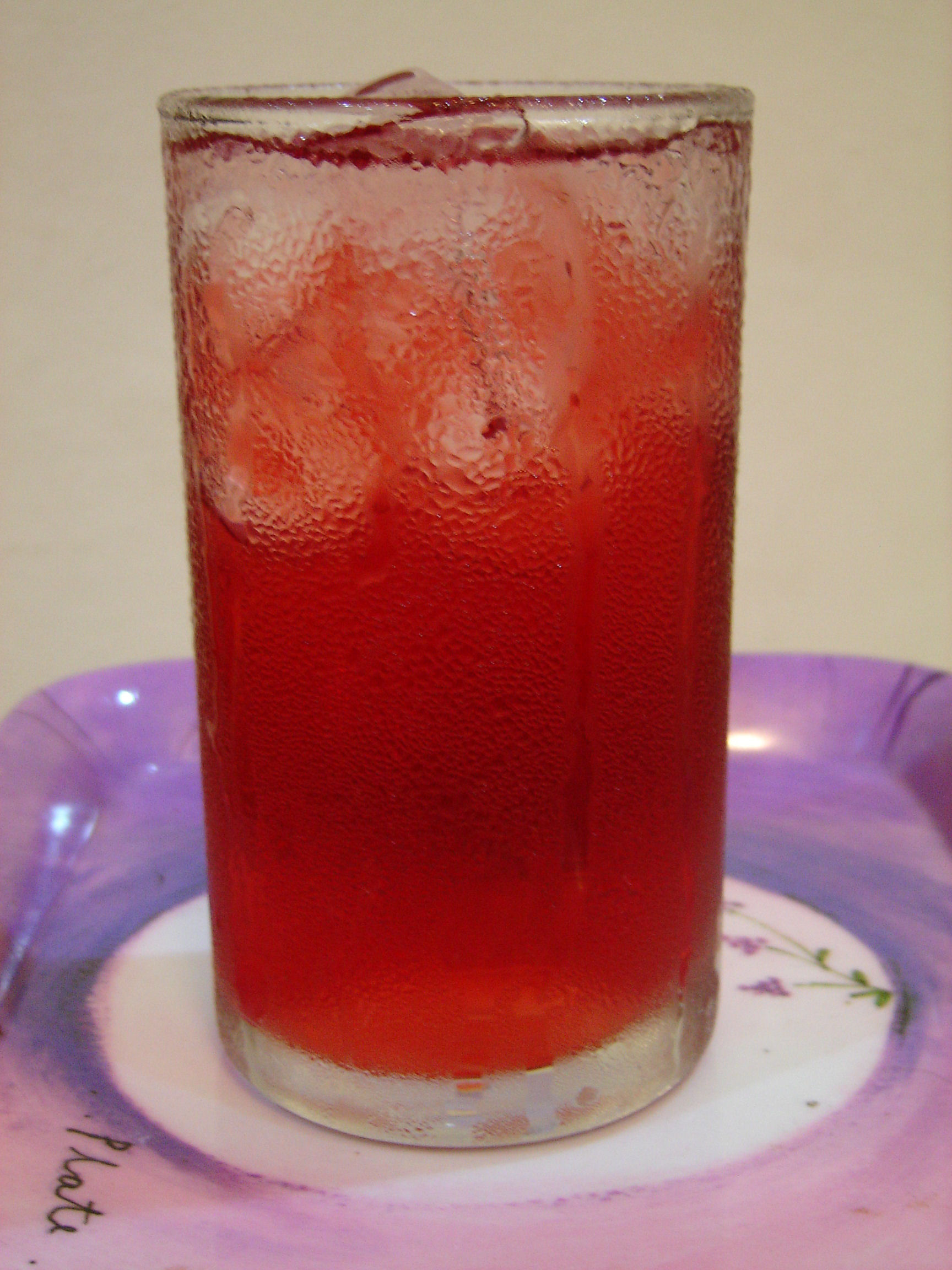
洛神花茶飲

## 外部連結
- 洛神葵 Luoshenkui （页面存档备份，存于） 藥用植物圖像數據庫 (香港浸會大學中醫藥學院) （繁體中文）（英文）
- 瑰茄食用价值 （页面存档备份，存于） 玫瑰茄，洛神花食用经验分享社区 （繁體中文）（英文）